# 三遊亭圓歌 (3代目)
三代目 三遊亭 圓歌（さんゆうてい えんか、（1932年〈昭和7年〉1月10日 - 2017年〈平成29年〉4月23日）は、日本の落語家、俳優、日蓮宗僧侶。
本名は中澤 信夫であるが、出家後の資料では中澤 圓法（円法）としている場合がほとんどである。出囃子は「二ツ巴」。定紋は片喰。

## 生年について
生年については1932年説と1929年説があり、落語協会公式サイト では1932年1月10日となっている。これに対して1929年説は「空襲で役所が焼け、戸籍を再度届け出た際に家族が間違え、戸籍上3歳若くなったためである」としている。一般的には1929年説が通っているともされていたが、4代目圓歌によれば、3代目の通夜が終わった後、飲み屋で会った岩倉鉄道学校の卒業生が1931年生まれで圓歌のことを「1年後輩」と言ったこと、かつて手伝いに来ていた圓歌の母に1929年生まれが正しいのか聞いたところ「そんなに早く産んだ覚えはない」と言われたことに加え、1929年説は5代目春風亭柳朝との確執の末に出てきたものだという。圓歌は日ごろから柳朝とはそりが合わず何かにつけて意地の張り合いをしていたが、ある時柳朝に「俺は昭和4年生まれだ。そっちは?」と聞かれ、負けず嫌いがゆえに1932年生まれの年下であることが言えず「俺も4年だ」と言い返し、これが定着したものだとしている。

## 生涯

3代目三遊亭圓歌定紋「かたばみ」

東京府南葛飾郡寺島町(後の東京市向島区（現：東京都墨田区向島）)出身。幼少期より、駄菓子屋を経営する祖母・中澤タダと二人暮らしであったという。東京市第二寺島尋常小学校（現在の墨田区立第二寺島小学校）時代の先輩には小川宏、同級生（1929年説であれば後輩）にはのちに漫画家となる滝田ゆうがいた。なお、この頃から吃音症を患うようになる。卒業後は鉄道員になりたくて岩倉鉄道学校（現岩倉高等学校）に入学し、同校を卒業。
その後について、「運輸通信省東京鉄道局（当時の国鉄）に入局し、山手線新大久保駅で駅員を務め、終戦を迎えた1945年8月に東京鉄道局を退職、同年9月に2代目三遊亭圓歌に入門した。」に語られることがあるが、高座の上でのネタ、漫談での語り、あるいは高座外での嘘が混ざっている話で、新大久保駅員であったことも、真偽の根拠が不明であるため、これらは弟子の立花家橘之助らによって高座で語られている。
戦後間もない頃、実家を間借りていた人物が「ポコちゃん」こと4代目三遊亭圓楽（後の3代目柳亭市馬）であった。圓楽に吃音症の克服を相談したところ「落語家になればいい」とアドバイスを受け、寄席見物に行く。ここで2代目三遊亭円歌と出会い、入門。前座名・三遊亭歌治。なお、入門した詳細な時期については不明。自伝及び落語では1945年9月1日とあるが、実際はこれよりもっと遅くに入門したといわれる。
1949年、二つ目に昇進し、2代目三遊亭歌奴に改名した。この頃スランプに陥り、一時期大阪へ失踪。周囲に諭されて東京に戻るが、帰路の都電で円歌と遭遇。「明日の朝、おいで」と言われ、翌朝おそるおそる謝罪しに行くと、「いままでの芸じゃ駄目だ。何か、新しいものを見つけてこい」と1ヶ月ほど暇を出される。そこで歌奴は祖母の疎開先であった秋田県湯ノ岱温泉へ向かった。
ここで、現地の人と東京の観光客で方言の違いで両者の会話に齟齬が出ていたことが面白く、これを落語に取り入れることができないかと思案し、そこへたまたま持っていた上田敏の訳詩集「海潮音」に収録されていたカール・ブッセの詩「山のあなた」を加えてできた噺が、歌奴の代名詞とも言える創作落語「授業中（山のあなた）」である。この「授業中」を早稲田の寄席「ゆたか」でやったところ大いに受ける。気をよくした歌奴はNHKラジオにかけるとこれまた大好評。こうして1950年代には歌奴の名前は全国区になっていった。
1957年、鈴本演芸場の7月下席の昼の部で二つ目のままトリを務めるまでになった。1958年9月、真打に昇進した。
歌奴時代、黎明期のテレビ演芸番組に多く出演し、1960年代の演芸ブームでは売れっ子芸人の一人に目される。この時の活躍から、初代林家三平と共に「爆笑落語」の時代を築いた人物として後年に知られるようになる。一時期『笑点』の大喜利メンバーとして出演。この頃に自作の「授業中」で人気を博した ことから、この時代の世代からは圓歌襲名後も「歌奴」と呼ばれることがあるという。
1967年に昭和天皇の前で御前公演をした（演目は十八番の「授業中」であったという）と語られることがあるが、真実は不明である（他のエピソードを含め、圓歌が高座で語ったものはあくまで落語であるから真実とは限らないということを、橘之助らが高座で述べている）。
1970年9月、三遊亭圓歌を襲名した。以後はテレビ出演を控え、高座に専念。1971年、文化庁芸術祭優秀賞受賞。
1985年、出家。日蓮宗久遠寺で修行し、法号「本遊院圓法日信」を名乗り、噺家と僧侶の二足の草鞋を履く。「中沢家の人々」では、前妻の死去をきっかけだと語られるが真偽は不明。高齢となってからの入門だったため、お経を唱えながら水垢離を行っている最中に心筋梗塞で倒れ、東京女子医大病院へ搬送されたとこちらも「中沢家の人々」で語られるが、真偽は不明。この一件について、後に圓歌は「寺から病院に行ったのは俺くらいだ」、「俺が退院した後に、同じ病室に逸見政孝ら著名人が立て続けに入院して亡くなっていった。俺は良いタイミングで出てきたな（と、高座で話したところ、東京女子医大から誰もその病室に入りたがらないとクレームが来た）」「マスコミからの問い合わせに対し、三遊亭小円歌（当時。現：立花家橘之助）が誤って『病状は近親相姦です』と答えた。なんで俺が親と寝なきゃならねぇんだ!」などと、「中沢家の人々」のネタにしている。
1987年、当時の落語協会副会長6代目蝶花楼馬楽の死去に伴い、副会長に就任。1992年、浅草芸能大賞大賞受賞。1996年8月、5代目柳家小さんの後任で、8代目会長就任。2006年6月から最高顧問に就任。2002年、勲四等旭日小綬章受章。 後任の会長は、2001年に死去した3代目古今亭志ん朝の後任で副会長に就任した5代目鈴々舎馬風である。
1967年 から2015年まで東京都千代田区六番町に在住。なお、住んでいた自宅は作家有島武郎の旧家であったと「中沢家の人々」で語られるが真偽は不明。2015年からは湯島のマンションに住んでいた。関係者によれば「最後まで高座に上がり続けるために鈴本演芸場に近い場所を選んだ終活ではないか」としている。
2017年4月23日、結腸がんによる腸閉塞のため、東京都内の病院で死去した。享年86（1929年説では89）。関係者によれば、亡くなる前年末頃から体調がすぐれず、高座を降りてから弟子に抱えられて舞台袖に向かう姿が見られたといい、死の3か月ほど前の1月4日に鈴本演芸場で弟子とともに座談会を開いたが、結果的にこれが最後の高座となった。4月27日に東京・青山葬儀所で「落語協会葬」（葬儀委員長・柳亭市馬落語協会会長）が執り行われた。墓所は自らが得度した墨田区本法寺。

## 人物
得意演目は、新作では「授業中（山のあな）」「浪曲社長」「月給日」「電報違い」「我孫子宿」「中沢家の人々」「天皇陛下、初めて落語を聴く」「円歌の道標」 など。古典では、「替わり目」「坊主の遊び」「西行」「三味線栗毛」「紺田屋」「品川心中」「宮戸川」「湯屋番」など。
前述の通り、幼少期から吃音症であった。「授業中」「浪曲社長」「月給日」には登場人物に吃音者が出てくるのはそのためである。CD「中沢家の人々完全版」によると、近所に住んでいた幼馴染で後にアナウンサーとなる小川宏が吃音者で、真似をしていたら自分もなってしまったという。落語家になった理由もそれの克服だが、入門時に（落語家への入門を懇願され）激怒した親から戸籍を外されてしまった。また、吃音者であることは駅員時代にも災いし、偶然同じく吃音者だった旧日本軍の人間の接客をしていた際、つられてどもって話していたところ、マネしてバカにしていると勘違いして激怒した軍人に危うく切り捨てられそうになった。やはり吃音癖のある2代目圓歌に弟子入りしたのは偶然であったという。以上の吃音に関する（いささか誇張も混じっていると思われる）エピソードは3代目本人の語るところによるものであるが、7代目立川談志は「あれは師匠に合わせた誇張で、（3代目）圓歌兄さんはどもっちゃいない」と生前に語っている。いずれの話も真偽は定かでない。
落語の噺を教わった最後は古今亭志ん朝からの「芝浜」。ただし、高座にはかけていない。
それまでの落語界ではありえなかったことをいくつか始めており、「落語界の異端児」を自称している。例として次のようなことが挙げられる。
- 黒以外の色の紋付きを着て高座を務める。元々、落語界では黒紋付きを着て高座を務めるのが慣例であったが、「お葬式じゃねぇんだから何人も黒紋付きで出ることはねぇ」との理由でこれを破った。
- 眼鏡を掛けて高座を務める。元々、強度の近視で眼鏡なしでは客席もよく見えないためであった。
- 江戸落語界では初めて女流の弟子として、1980年に立花家橘之助（当時の前座名「あす歌」。三味線漫談）、1981年に三遊亭歌る多（当時の前座名「歌代」）を取り、育て上げた。このうち、歌る多は1993年に落語協会初の女流真打に昇進している。
- 居酒屋でたまたま出会ったハドソンの創業者の工藤裕司と話が合い、弟子に誘い「三遊亭あほまろ」という名前を与えている。

落語協会で初めて、副会長から会長になった人物でもある。副会長時代、病気療養を理由に前会長の5代目柳家小さんから次期会長を頼まれ、引き受けた。「馬風なんて俺殺せば会長になる会長になるって、あいつ知らねえんだ。代々副会長ってのは会長より先に死ぬもんだ」と、新作落語「昭和の噺家」でネタにしている。
「浪曲社長」を自作したことからもわかるように浪曲好きで、木村若衛に弟子入りまでした。
副業として伊豆長岡に「三遊亭」というしゃぶしゃぶ店を経営していた。一時は定期的に弟子による寄席も開催。「中沢家の人々」によれば、この店は自分の4番目の弟に仕切らせていたという。
芸者好きで、後妻・令子は伊豆長岡の芸者で、亡くなった前妻・和子は向島(駒込の芸者とも言われている。)の芸者で秋田県大館市出身。
没後の2024年1月、弟子の三遊亭圓歌（4代目）が元弟子にパワーハラスメントを行い損害賠償を求められ訴えられた事件の判決を報じる産経新聞のweb記事で、被告として3代目の写真が誤って一時掲載された。その直後の4月、弟子の三遊亭若圓歌が亡くなった時のニュースでも産経新聞は再び3代目の写真を誤掲載している。どちらも写真は差し換えられ、おわび記事などの掲載はなかった。
神近市子が嫌い。国会議員時代
売春防止法成立に尽力した為、赤線がなくなり遊郭で遊べなくなった事を根に持っているからである。
今と昔の酔っらって帰宅した亭主に対する女房の対応について昔の女房は「あら、ご機嫌ね。一杯飲んで寝て頂戴」と言っていたが、今、そんな女房はいねぇじゃねぇか。家のカミさんだってそうだ。飲んで帰ると「また飲んだの？」「股で酒が飲めるか！！」または「股で酒が飲める訳がねぇじゃねぇか」とマクラで言う事があった。

## 芸歴
- 1945年9月∶二代目三遊亭円歌に入門、前座名「歌治」。
- 1948年∶二ツ目昇進、「二代目三遊亭歌奴」を襲名。
- 1958年∶真打昇進。
- 1970年∶「三代目三遊亭圓歌」を襲名。
- 1971年∶「三味線栗毛」により文部省芸術祭優秀賞受賞。
- 1987年∶落語協会副会長就任。
- 1992年∶浅草芸能大賞受賞。
- 1996年∶落語協会会長に就任。
- 2006年∶最高顧問に就任。
- 2017年4月∶死去。

## 出演

### テレビドラマ
- 悪魔くん（1966年 - 1967年）- 山田春吉 役
- 太陽野郎（1967年）
- 窓からコンチワ（1967年）
- ザ・ガードマン 第334話「荒野のカー・アクション殺人」（TBS / 大映テレビ室、1971年）- スタントカーショー司会 役
- シークレット部隊（1972年5月5日）
- 燃える兄弟（1972年11月10日）
- アイフル大作戦（1973年）
- 夜明けの刑事 第78話「現代・四谷怪談」（1976年、TBS / 大映テレビ）- 質屋の店主 役
- 赤い衝撃（1977年1月7日）
- おんなの家（1977年6月5日）
- 大奥 第18話「女の髪は像をもつなぐ」（1983年8月2日）- 佐田兵助
- 晴のちカミナリ 第2話（1989年）
- 元旦ドラマスペシャル・早春物語（日本テレビ）

### 映画
- 羽織の大将（1960年、東宝）
- 三等兵親分（1966年、東映）
- 落語野郎 大脱線（1966年、東宝）
- 落語野郎 大馬鹿時代（1966年、東宝）
- 落語野郎 大爆笑（1967年、東宝）
- 落語野郎 大泥棒（1967年、東宝）
- 喜劇急行列車（1967年、東映）
- 爆笑野郎 大事件（1967年、東宝）
- 濡れた逢いびき（1967年、松竹）
- 喜劇 団体列車（1967年、東映）
- クレージー黄金作戦（1967年、東宝）- 競輪場の観客
- コント55号と水前寺清子の神様の恋人（1968年、松竹）- お巡りさん
- コント55号と水前寺清子のワン・ツー・パンチ 三百六十五歩のマーチ（1969年、松竹）- 四柳亭頓馬
- 喜劇 いじわる大障害（1971年、日活）
- 陽のあたる坂道（1975年、東宝） - 清吉 役
- 戦争と青春（1991年、松竹）

### テレビアニメ
- ドラ猫大将 - ベニ公 役

### 劇場アニメ
- 金田一少年の事件簿 オペラ座館・新たなる殺人（1996年、東映） - 武村英三 役

### 人形劇
- ひょっこりひょうたん島 (1966年、NHK) - パット・ロール 役

### バラエティ
- ビッグバラエティ園歌だよ！（NETテレビ、1974年10月5日～1976年3月27日）[29]
- 日本全国ひる休み（フジテレビ） - 10代目桂文治と共にゲームコーナーのキャプテン（文治は紅組、圓歌は白組）を務める。
- 三遊亭圓歌の演芸図鑑（NHK）
- ダウンタウンのごっつええ感じ（フジテレビ、1997年5月18日）-「点数を決めましょう!!」に落語協会会長として出演。

### ラジオ
- TBS 950街をゆく（TBSラジオ）
- 歌謡大行進（文化放送）- 月曜パーソナリティ

### 音楽番組
- NTV紅白歌のベストテン（日本テレビ）

### CM
- 明治製菓（現：明治） ミルクチョコレートデラックス（ゴリラの声、1973年）[30]
- 小僧寿しチェーン（1980年代）

## 著書
- 『ただいま授業中』三遊亭歌奴 芳賀書店 1967
- 『落語新幹線 三代目三遊亭円歌独演会』桃源社 1975
- 『円歌の「仏教」がわかる本 主な宗派の特徴から仏事・法要のしきたりまで』日本文芸社 1986
- 『若者よ!』日之出出版 1989
- 『これが円歌の道標（みちしるべ）』東京新聞出版局　1998年
- 『三遊亭圓歌ひとり語り全部ウソ。』田中聡聞き書き 河出書房新社 2014

## 音楽作品
- 落語野郎/ハイ 授業中（キングレコード）（1967年）
  - 2代目歌奴時代に出したシングルレコード。B面の「ハイ 授業中」は、自身の代表演目「授業中」を歌にしている。
- 羽織の花道/落語人生（キングレコード）（1969年）
- 襲名 これで男が立ちました/なぜなぜ人生（ミノルフォンレコード）（1970年）
  - 3代目三遊亭圓歌を襲名した際に出したシングルレコード。

## 弟子
- 七代目三升家小勝 - 六代目三升家小勝門下から移籍
- 三代目三遊亭歌奴
- 四代目三遊亭歌笑 - 二代目三遊亭円歌門下から移籍
- 三遊亭歌司
- 三遊亭小歌
- 四代目三遊亭圓歌 - 旧名：三遊亭歌之介
- 三遊亭歌る多
- 三遊亭若圓歌
- 三代目三遊亭歌雀
- 三遊亭歌武蔵
- 三遊亭多歌介
- 三代目三遊亭歌橘
- 四代目三遊亭歌奴
- 三遊亭鬼丸

### 移籍
- 四代目三遊亭歌扇 - 圓歌死後三遊亭若圓歌門下へ
- 三遊亭歌も女 - 三遊亭歌る多から一時的に預かる。その後、桂伸治門下へ（現：桂しん華）

### 色物
- 二代立花家橘之助 - 俗曲（旧名：三遊亭小円歌）
- 大瀬ゆめじ・うたじ - 漫才、コンビ解散後はそれぞれ漫談で活動

### 廃業
- 二代目三遊亭歌扇
- 三代目三遊亭歌扇
- 三遊亭歌夫（1929年5月4日 - ） - 漫談家。本名∶倉藤 庄三郎。
- 三遊亭歌すみ
- 三遊亭歌平

### 系図
| 三代目三遊亭圓歌† | 三代目三遊亭圓歌† | 三代目三遊亭圓歌† | 三代目三遊亭圓歌† | 三代目三遊亭圓歌† | 三代目三遊亭圓歌† |  |  | 七代目三升家小勝†  | 七代目三升家小勝†  | 七代目三升家小勝†  | 七代目三升家小勝†  | 七代目三升家小勝†  | 七代目三升家小勝†  |  |  |                  |                  |                  |                  |                  |                  |
| 三代目三遊亭圓歌† | 三代目三遊亭圓歌† | 三代目三遊亭圓歌† | 三代目三遊亭圓歌† | 三代目三遊亭圓歌† | 三代目三遊亭圓歌† |  |  | 七代目三升家小勝†  | 七代目三升家小勝†  | 七代目三升家小勝†  | 七代目三升家小勝†  | 七代目三升家小勝†  | 七代目三升家小勝†  |  |  |                  |                  |                  |                  |                  |                  |
|                   |                   |                   |                   |                   |                   |  |  | 三代目三遊亭歌奴†  |                    |                    |                    |                    |                    |  |  |                  |                  |                  |                  |                  |                  |
|                   |                   |                   |                   |                   |                   |  |  |                    |                    |                    |                    |                    |                    |  |  |                  |                  |                  |                  |                  |                  |
|                   |                   |                   |                   |                   |                   |  |  | 四代目三遊亭歌笑   |                    |                    |                    |                    |                    |  |  |                  |                  |                  |                  |                  |                  |
|                   |                   |                   |                   |                   |                   |  |  |                    |                    |                    |                    |                    |                    |  |  |                  |                  |                  |                  |                  |                  |
|                   |                   |                   |                   |                   |                   |  |  | 三遊亭歌司         | 三遊亭歌司         | 三遊亭歌司         | 三遊亭歌司         | 三遊亭歌司         | 三遊亭歌司         |  |  | 三遊亭司         | 三遊亭司         | 三遊亭司         | 三遊亭司         | 三遊亭司         | 三遊亭司         |
|                   |                   |                   |                   |                   |                   |  |  | 三遊亭歌司         | 三遊亭歌司         | 三遊亭歌司         | 三遊亭歌司         | 三遊亭歌司         | 三遊亭歌司         |  |  | 三遊亭司         | 三遊亭司         | 三遊亭司         | 三遊亭司         | 三遊亭司         | 三遊亭司         |
|                   |                   |                   |                   |                   |                   |  |  | 三遊亭小歌         |                    |                    |                    |                    |                    |  |  |                  |                  |                  |                  |                  |                  |
|                   |                   |                   |                   |                   |                   |  |  |                    |                    |                    |                    |                    |                    |  |  |                  |                  |                  |                  |                  |                  |
|                   |                   |                   |                   |                   |                   |  |  | 四代目三遊亭圓歌   | 四代目三遊亭圓歌   | 四代目三遊亭圓歌   | 四代目三遊亭圓歌   | 四代目三遊亭圓歌   | 四代目三遊亭圓歌   |  |  | 三遊亭歌実       | 三遊亭歌実       | 三遊亭歌実       | 三遊亭歌実       | 三遊亭歌実       | 三遊亭歌実       |
|                   |                   |                   |                   |                   |                   |  |  | 四代目三遊亭圓歌   | 四代目三遊亭圓歌   | 四代目三遊亭圓歌   | 四代目三遊亭圓歌   | 四代目三遊亭圓歌   | 四代目三遊亭圓歌   |  |  | 三遊亭歌実       | 三遊亭歌実       | 三遊亭歌実       | 三遊亭歌実       | 三遊亭歌実       | 三遊亭歌実       |
|                   |                   |                   |                   |                   |                   |  |  | 二代目立花家橘之助 | 二代目立花家橘之助 | 二代目立花家橘之助 | 二代目立花家橘之助 | 二代目立花家橘之助 | 二代目立花家橘之助 |  |  | 立花家あまね     | 立花家あまね     | 立花家あまね     | 立花家あまね     | 立花家あまね     | 立花家あまね     |
|                   |                   |                   |                   |                   |                   |  |  | 二代目立花家橘之助 | 二代目立花家橘之助 | 二代目立花家橘之助 | 二代目立花家橘之助 | 二代目立花家橘之助 | 二代目立花家橘之助 |  |  | 立花家あまね     | 立花家あまね     | 立花家あまね     | 立花家あまね     | 立花家あまね     | 立花家あまね     |
|                   |                   |                   |                   |                   |                   |  |  | 三遊亭歌る多       | 三遊亭歌る多       | 三遊亭歌る多       | 三遊亭歌る多       | 三遊亭歌る多       | 三遊亭歌る多       |  |  | 弁財亭和泉       | 弁財亭和泉       | 弁財亭和泉       | 弁財亭和泉       | 弁財亭和泉       | 弁財亭和泉       |
|                   |                   |                   |                   |                   |                   |  |  | 三遊亭歌る多       | 三遊亭歌る多       | 三遊亭歌る多       | 三遊亭歌る多       | 三遊亭歌る多       | 三遊亭歌る多       |  |  | 弁財亭和泉       | 弁財亭和泉       | 弁財亭和泉       | 弁財亭和泉       | 弁財亭和泉       | 弁財亭和泉       |
|                   |                   |                   |                   |                   |                   |  |  |                    |                    |                    |                    |                    |                    |  |  | 三遊亭律歌       |                  |                  |                  |                  |                  |
|                   |                   |                   |                   |                   |                   |  |  |                    |                    |                    |                    |                    |                    |  |  |                  |                  |                  |                  |                  |                  |
|                   |                   |                   |                   |                   |                   |  |  | 三遊亭若圓歌†      | 三遊亭若圓歌†      | 三遊亭若圓歌†      | 三遊亭若圓歌†      | 三遊亭若圓歌†      | 三遊亭若圓歌†      |  |  | 四代目三遊亭歌扇 | 四代目三遊亭歌扇 | 四代目三遊亭歌扇 | 四代目三遊亭歌扇 | 四代目三遊亭歌扇 | 四代目三遊亭歌扇 |
|                   |                   |                   |                   |                   |                   |  |  | 三遊亭若圓歌†      | 三遊亭若圓歌†      | 三遊亭若圓歌†      | 三遊亭若圓歌†      | 三遊亭若圓歌†      | 三遊亭若圓歌†      |  |  | 四代目三遊亭歌扇 | 四代目三遊亭歌扇 | 四代目三遊亭歌扇 | 四代目三遊亭歌扇 | 四代目三遊亭歌扇 | 四代目三遊亭歌扇 |
|                   |                   |                   |                   |                   |                   |  |  | 三代目三遊亭歌雀†  |                    |                    |                    |                    |                    |  |  |                  |                  |                  |                  |                  |                  |
|                   |                   |                   |                   |                   |                   |  |  |                    |                    |                    |                    |                    |                    |  |  |                  |                  |                  |                  |                  |                  |
|                   |                   |                   |                   |                   |                   |  |  | 三遊亭歌武蔵       | 三遊亭歌武蔵       | 三遊亭歌武蔵       | 三遊亭歌武蔵       | 三遊亭歌武蔵       | 三遊亭歌武蔵       |  |  | 三遊亭志う歌     | 三遊亭志う歌     | 三遊亭志う歌     | 三遊亭志う歌     | 三遊亭志う歌     | 三遊亭志う歌     |
|                   |                   |                   |                   |                   |                   |  |  | 三遊亭歌武蔵       | 三遊亭歌武蔵       | 三遊亭歌武蔵       | 三遊亭歌武蔵       | 三遊亭歌武蔵       | 三遊亭歌武蔵       |  |  | 三遊亭志う歌     | 三遊亭志う歌     | 三遊亭志う歌     | 三遊亭志う歌     | 三遊亭志う歌     | 三遊亭志う歌     |
|                   |                   |                   |                   |                   |                   |  |  |                    |                    |                    |                    |                    |                    |  |  | 三遊亭伊織       |                  |                  |                  |                  |                  |
|                   |                   |                   |                   |                   |                   |  |  |                    |                    |                    |                    |                    |                    |  |  |                  |                  |                  |                  |                  |                  |
|                   |                   |                   |                   |                   |                   |  |  | 三遊亭多歌介†      |                    |                    |                    |                    |                    |  |  |                  |                  |                  |                  |                  |                  |
|                   |                   |                   |                   |                   |                   |  |  |                    |                    |                    |                    |                    |                    |  |  |                  |                  |                  |                  |                  |                  |
|                   |                   |                   |                   |                   |                   |  |  | 三代目三遊亭歌橘   |                    |                    |                    |                    |                    |  |  |                  |                  |                  |                  |                  |                  |
|                   |                   |                   |                   |                   |                   |  |  |                    |                    |                    |                    |                    |                    |  |  |                  |                  |                  |                  |                  |                  |
|                   |                   |                   |                   |                   |                   |  |  | 四代目三遊亭歌奴   | 四代目三遊亭歌奴   | 四代目三遊亭歌奴   | 四代目三遊亭歌奴   | 四代目三遊亭歌奴   | 四代目三遊亭歌奴   |  |  | 三遊亭歌彦       | 三遊亭歌彦       | 三遊亭歌彦       | 三遊亭歌彦       | 三遊亭歌彦       | 三遊亭歌彦       |
|                   |                   |                   |                   |                   |                   |  |  | 四代目三遊亭歌奴   | 四代目三遊亭歌奴   | 四代目三遊亭歌奴   | 四代目三遊亭歌奴   | 四代目三遊亭歌奴   | 四代目三遊亭歌奴   |  |  | 三遊亭歌彦       | 三遊亭歌彦       | 三遊亭歌彦       | 三遊亭歌彦       | 三遊亭歌彦       | 三遊亭歌彦       |
|                   |                   |                   |                   |                   |                   |  |  |                    |                    |                    |                    |                    |                    |  |  | 三遊亭歌きち     |                  |                  |                  |                  |                  |
|                   |                   |                   |                   |                   |                   |  |  |                    |                    |                    |                    |                    |                    |  |  |                  |                  |                  |                  |                  |                  |
|                   |                   |                   |                   |                   |                   |  |  | 三遊亭鬼丸         |                    |                    |                    |                    |                    |  |  |                  |                  |                  |                  |                  |                  |
|                   |                   |                   |                   |                   |                   |  |  |                    |                    |                    |                    |                    |                    |  |  |                  |                  |                  |                  |                  |                  |

### 年譜
- 1959年∶三遊亭どん栗が入門。
- 1963年∶どん栗が二ツ目昇進、「三遊亭歌雀」と改名。
- 1964年
  - 四代目三遊亭歌笑を死去した二代目三遊亭円歌から預かる。
  - 三遊亭歌二が入門。
  - 三遊亭歌一が入門。
- 1969年1月∶三遊亭歌五が入門。
- 1970年∶三代目三遊亭圓歌を襲名。
- 1971年
  - 三升家勝彌を死去した六代目三升家小勝門下から預かる。
  - 歌二が二ツ目昇進、「歌司」と改名。
  - 歌一が二ツ目昇進、「歌橘」と改名。
- 1973年
  - 三升家勝彌が真打昇進。
  - 三遊亭歌雀と四代目三遊亭歌笑が真打昇進。
- 1974年3月∶歌五が「歌文」と改名。
- 1975年∶歌雀が三代目三遊亭歌奴を襲名。
- 1977年∶歌橘が「小歌」と改名。
- 1978年∶三遊亭歌吾が入門。
- 1979年3月∶歌文が落語協会色物「漫談家」となる。
- 1980年∶三味線漫談家として三遊亭あす歌が入門。
- 1981年
  - 三遊亭歌司が真打昇進。
  - 三遊亭歌代が入門。
- 1982年
  - 勝彌が七代目三升家小勝を襲名。
  - 三遊亭小歌が真打昇進。
  - 4月
    - 歌吾が二ツ目昇進、「きん歌」と改名。
    - 三遊亭歌ち栗が入門。
- 1983年
  - 12月 - 三遊亭歌ちどきが入門。
  - 三遊亭歌ちわりが入門。
- 1985年∶小歌が「歌坊」と改名。
- 1987年
  - 歌代が二ツ目昇進、「歌る多」と改名。
  - 8月∶歌文が落語家として二ツ目昇進、「歌慎」と改名。
  - 10月∶きん歌が真打昇進、「三遊亭歌之介」と改名。
- 1988年
  - 歌ち栗が二ツ目昇進、「歌太郎」と改名。
  - 9月∶歌ちどきが二ツ目昇進、「歌武蔵」と改名。
- 1989年∶歌ちわりが二ツ目昇進、「歌風」と改名。
- 1992年
  - 七代目三升家小勝が死去。
  - あす歌が三遊亭小円歌に改名。
- 1993年
  - 三遊亭歌る多が真打昇進。
  - 9月∶歌慎が真打昇進、「三遊亭若圓歌」と改名。
- 1994年∶三遊亭歌いちが入門。
- 1995年∶三遊亭歌きちが入門。
- 1997年∶三遊亭歌ごが入門。
- 1998年∶歌太郎改メ「三代目三遊亭歌雀」、三遊亭歌武蔵、歌風改メ「三遊亭多歌介」が真打昇進。
- 1999年
  - 歌いちが二ツ目昇進、「あし歌」と改名。
  - 5月∶歌きちが二ツ目昇進、「歌彦」と改名。
- 2000年∶歌ごが二ツ目昇進、「きん歌」と改名。
- 2001年：四代目桂三木助から三遊亭歌司門下に三遊亭麹が移籍。
- 2003年：麹が二ツ目昇進、「司」と改名。
- 2004年
  - 3月∶歌坊が「三遊亭小歌」と改名。
  - 三代目三遊亭歌奴が死去。
  - 三遊亭歌武蔵門下に三遊亭歌ぶとが入門。
- 2006年
  - 三遊亭歌五が入門。三代目圓歌最後の弟子となった。
  - 三遊亭歌る多門下に三遊亭歌すみが入門。
  - 三遊亭歌る多門下に三遊亭歌る美が入門。
- 2008年
  - 2月∶三代目三遊亭歌雀が死去。
  - あし歌改メ三代目三遊亭歌橘、歌彦改メ四代目三遊亭歌奴が真打昇進。
  - 歌ぶとが二ツ目昇進、「歌太郎」と改名。
- 2009年
  - 歌五が二ツ目昇進、「歌扇」と改名。
  - 歌すみが二ツ目昇進、「粋歌」と改名。
- 2010年
  - きん歌が真打昇進、「三遊亭鬼丸」を襲名。
  - 歌之介門下に三遊亭ございますが入門。
- 2011年 - 歌る美が二ツ目昇進、「三遊亭美るく」に改名。
- 2012年 - 三遊亭歌武蔵門下に三遊亭歌むいが入門。
- 2013年
  - 4月 - 一門内輪の漫才師「大瀬ゆめじ・うたじ」が解散、それぞれピンの漫談家となる。
  - 歌之介門下に三遊亭歌実が入門。
- 2014年 - ございますが二ツ目昇進、「三遊亭天歌」と改名。
- 2015年 - 三遊亭司が真打昇進。孫弟子として初となる真打。
- 2016年 - 歌むいが二ツ目昇進、「三遊亭伊織」と改名。
- 2017年
  - 4月 - 三代目三遊亭圓歌が死去。圓歌死去に伴い歌扇が三遊亭若圓歌門下に移籍。
  - 三遊亭歌実が二ツ目昇進。
- 11月 - 小圓歌が二代立花家橘之助を襲名。
- 2018年 - 四代目三遊亭歌奴門下に三遊亭歌つをが入門。
- 2019年3月 - 歌之介が四代目三遊亭圓歌を襲名。
- 2020年3月 - 歌太郎改メ三遊亭志う歌、四代目三遊亭歌扇が真打昇進。
- 2021年
  - 3月
    - 歌つをが二ツ目昇進、「三遊亭歌彦」と改名。
    - 粋歌が真打昇進、「弁財亭和泉」に改名。

  - 8月 - 三遊亭多歌介が死去。
- 2022年 - 美るくが真打昇進、「三遊亭律歌」に改名。
- 2023年 - 天歌が吉原朝馬門下へ移籍。
  - 11月 - 大瀬ゆめじが死去。
- 2024年
  - 4月 - 若圓歌が死去。
  - 7月 - 大瀬うたじが死去。